# Wyrbowo (obwód Chaskowo)
Wyrbowo (bułg. Върбово) – wieś w południowej Bułgarii, w obwodzie Chaskowo, w gminie Charmanli. Według danych Narodowego Instytutu Statystycznego, 31 grudnia 2011 roku wieś liczyła 424 mieszkańców.